# Relações entre China e Israel
As relações entre China e Israel são compromissos para malhorar os laços diplomáticos, econômicos, culturais e militares entre a República Popular da China e o Estado de Israel.
Em 1950, Israel foi o primeiro país do Oriente Médio a reconhecer a República Popular da China como o governo legítimo da China. No entanto, a China não estabeleceu relações diplomáticas formais com Israel até o ano de 1992. Desde então, ambos os países vem desenvolvendo e fortalecendo seus laços econômicos, militares e tecnológicos cada vez mais. Israel possui uma embaixada em Pequim e, recentemente, abriu um novo consulado em Chengdu, o terceiro consulado israelense na China Continental. A China é o segundo maior parceiro comercial de Israel do mundo, atrás dos Estados Unidos, e o maior parceiro comercial no Leste Asiático. O volume de comércio aumentou de US$ 50 milhões em 1992 para mais de US$ 15 bilhões em 2023. A China é um dos poucos países do mundo a manter, simultaneamente, relações com Israel, Palestina e o mundo muçulmano em geral.
A China, sendo uma potencial potência mundial, levou Israel a manter fortes relações com o país e integrou a influência da China com a gestão econômica de Israel.

## História

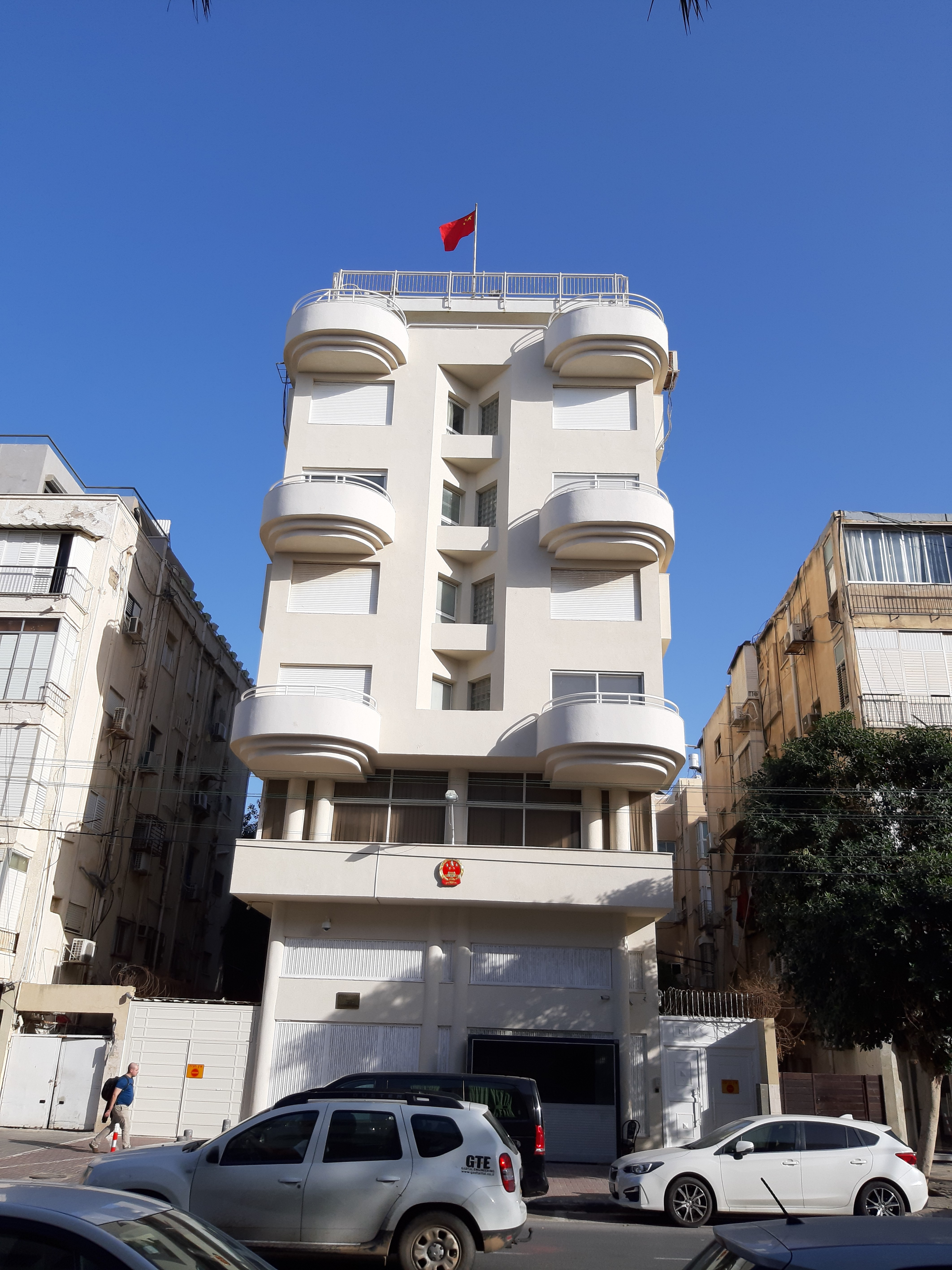
Embaixada da China em Tel Aviv

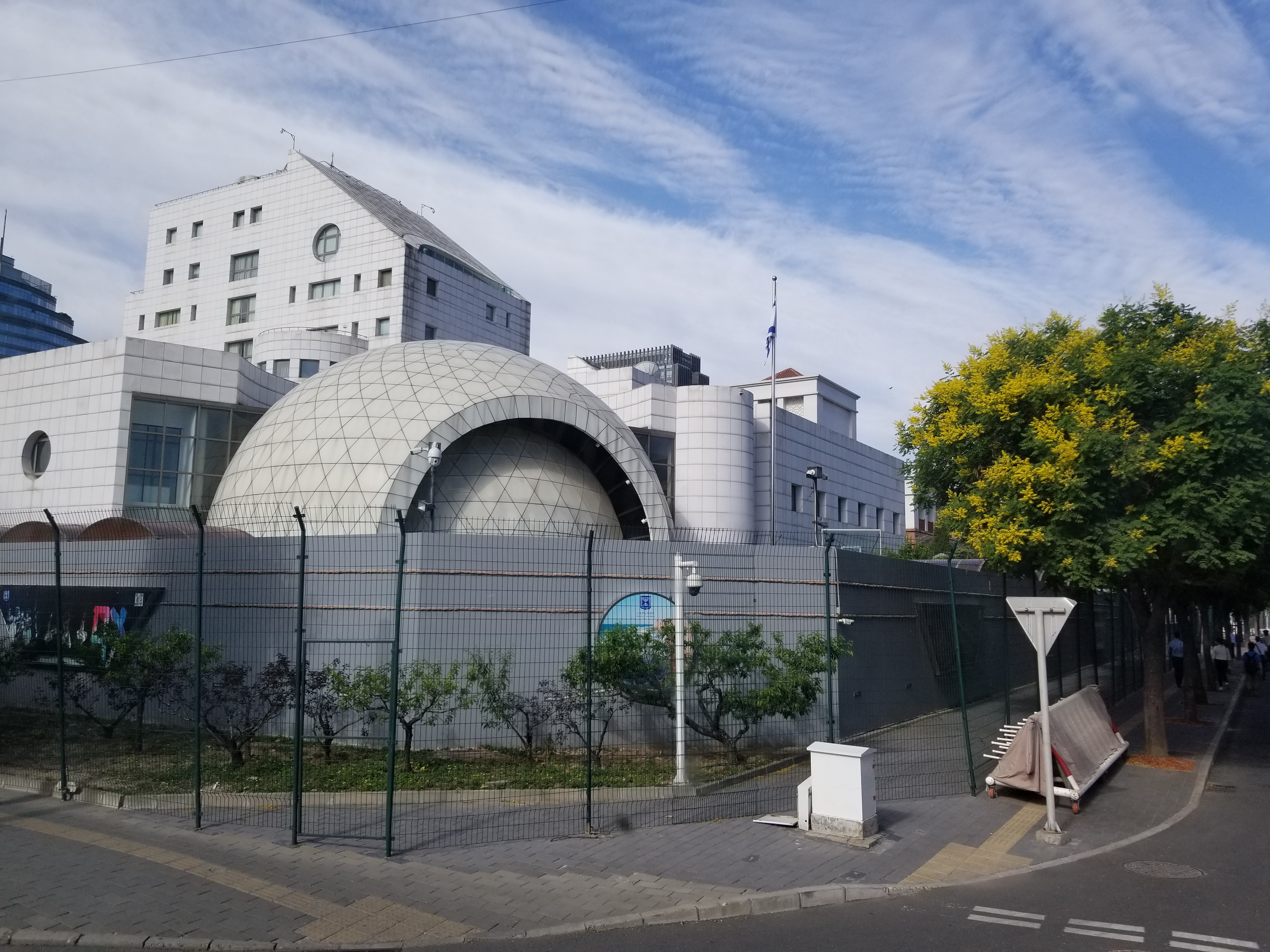
Embaixada de Israel em Pequim

Nos anos de 1930, David Ben-Gurion, então líder do Yishuv na Palestina, declarou que a China seria uma das grandes potências globais do futuro. Por algum tempo após a revolução chinesa de 1949, a República Popular da China esteve diplomaticamente isolada, porque os Estados Unidos e seus aliados, incluindo Israel, reconheceram a República da China (comumente conhecida como Taiwan depois de 1949) como o único governo legítimo da China. O governo nacionalista de Taiwan foi historicamente simpático à causa sionista, enquanto Sun Yat-sen afirmou seu apoio à criação de um estado judeu .

## Desenvolvimento das relações bilaterais

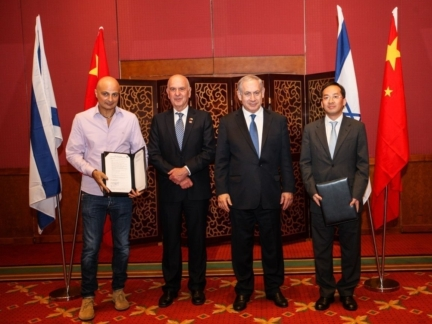
Benjamin Netanyahu e Matan Vilnai em visita à China em 2013.

Alguns dizem que os chineses desenvolveram uma boa perspectiva sobre os judeus, admirando-os por suas contribuições para a humanidade, suas capacidades de sobrevivência e o compartilhamento de valores chineses como família, frugalidade, trabalho duro e educação, e por serem produtos de civilizações antigas.

## Cooperação militar

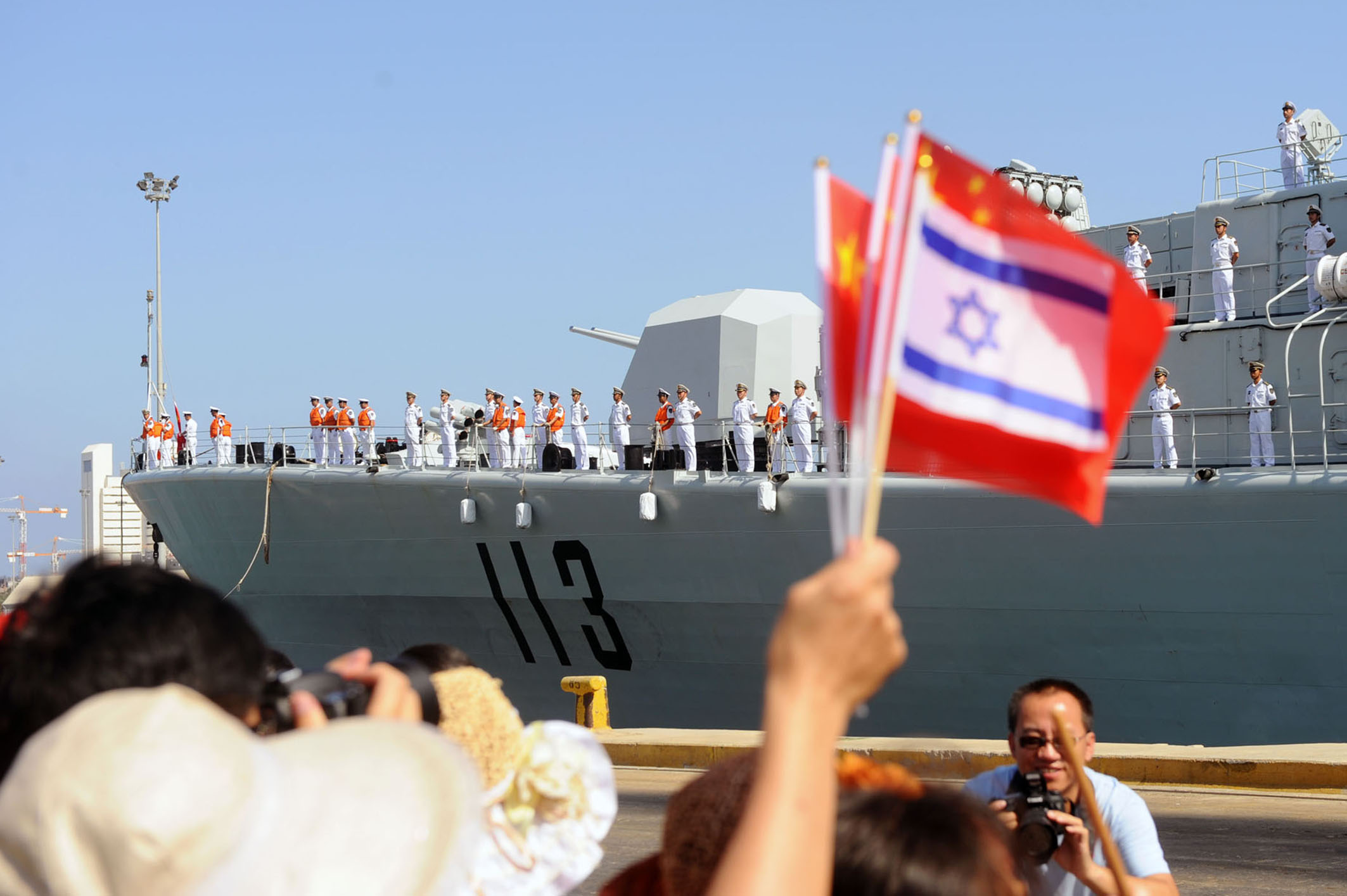
Navio chinês atracada em Israel

A China e Israel desenvolveram laços militares estratégicos estreitos entre si. As relações militares bilaterais evoluíram de uma política chinesa inicial de laços secretos não oficiais para uma estreita parceria estratégica com Israel, que atualmente possui uma tecnológica militar de alta qualidade. Israel e a China iniciaram uma ampla cooperação militar já na década de 1980, embora não existissem relações diplomáticas formais.